# Arianischer Streit
Der nur grobe Begriff arianischer Streit beschreibt die Auseinandersetzungen im vierten Jahrhundert, bei denen es zwar auch um den Arianismus ging, doch vielfach um weitere, vermeintlich „arianische“ Trinitätslehren und die damit aufgeworfene Frage, ob der in Jesus Christus inkarnierte Logos göttlich, gottähnlich oder anders als Gott, nämlich geschöpflich sei.
Seit dem Konzil von Nicäa (325), Arius war dort verurteilt worden, ging es vielmehr um Kritik und Zustimmung zum Bekenntnis von Nicäa. Fast alle Gegner des nicänischen Bekenntnisses wurden oft pauschal als „Arianer“ tituliert. Daher wird in der neueren Dogmengeschichtsschreibung vorgeschlagen, für die Phase nach 325 vom trinitarischen oder subordinatianischen Streit zu sprechen. Häufig kann man die nach dem nicäischen Konzil von 325 als „arianisch“ diffamierten Personen und Theologien bzw. Trinitätslehren wie Christologien zu theologischen Strömungen rechnen, die sich aus der Theologie des Origenes entwickelten.
Die Auseinandersetzungen betrafen nicht nur Theologen, sondern auch die Bevölkerung der bedeutendsten Großstädte im Osten des Römischen Reiches war teilweise involviert. Allerdings wurden sie häufig nur instrumentalisiert. In dieser Zeit bis zum ersten Konzil von Konstantinopel kam es immer wieder zu gewaltsamen Auseinandersetzungen und sogar Tötungen. Der Streit hatte sowohl eine theologische als auch eine stark politische/machtpolitische Dimension.

## Personenüberblick
Da die beteiligten Herrscher und Bischöfe oft ähnliche oder gleiche Namen, jedoch unterschiedliche Ansichten hatten, folgt hier eine Tabelle zur ersten Übersicht, wobei die Zuordnungen nicht immer ausreichend gesichert sind.

### Kaiser (inkl. Regierungszeit)
| (vermeintlich) ‚Arianisch‘                               | Schwankend/neutral             | Trinitarisch (Bekenntnis von Nicäa)         |
| -------------------------------------------------------- | ------------------------------ | ------------------------------------------- |
| Constantia, Schwester von Konstantin, Frau von Licinius  | Konstantin der Große (306–337) |                                             |
| Constantius II., Sohn von Konstantin I. (337–361)        |                                | Konstantin II. (337–340) Constans (337–350) |
|                                                          | Julian (361–363)               | Jovian (363)                                |
| Valens (364–378)                                         |                                | Valentinian I. (364–375)                    |
| Valentinian II. (375–392) vertreten durch Mutter Justina | Gratian (367–383)              |                                             |
|                                                          |                                | Theodosius I. (379–395)                     |

### Bischöfe und Priester (mit Amtszeiten)
| (vermeintlich) ‚Arianisch‘                                                               | Schwankend/neutral                          | Trinitarisch (Bekenntnis von Nicäa) |
| ---------------------------------------------------------------------------------------- | ------------------------------------------- | --- |
| Arius, Priester († nach 327)                                                             |                                             | Alexander von Alexandria, Alexandria († 328) Silvester I., Rom (314–335) Alexander von Konstantinopel, Konstantinopel († 337)                                       |
| Eusebius von Nikomedia, Konstantinopel († 341) Gregor von Alexandria, Alexandria († 345) | Eusebius von Caesarea, Palästina († 337–40) | Athanasius von Alexandria, Alexandria (327–373) Markell von Ankyra, Rom Hilarius von Poitiers (350–367)                                                             |
| Wulfila (340–381) Macedonius, Konstantinopel (342–346)                                   |                                             | Julius I., Rom |
| Georg von Kappadozien, Alexandria (356–361) Felix II., Rom                               | Liberius, Rom (352–366)                     | |
| Eudoxius von Antiochia, Konstantinopel (360–370) Demophilus, Konstantinopel (370–379)    | Damasus I., Rom (366–384)                   | Basilius von Caesarea, Caesarea (370–379) |
| Maxentius, Konstantinopel (380)                                                          |                                             | Gregor von Nazianz, Konstantinopel (380–381) Gregor von Nyssa, Nyssa (372–395) Ambrosius von Mailand, Mailand (374–397) Amphilochius von Ikonium, Mailand (374–395) |

## Verlauf
Im Wesentlichen können drei Phasen unterschieden werden:
- die Entwicklung des Streits vor dem Konzil von Nicäa etwa 318–325;
- die Reaktion gemäßigter und radikaler Kritiker der Konzilsentscheidung auf weiteren Konzilien von 325 bis 361;
- Die Phase der Einigungsbemühungen ab 362 zwischen den ‚Altnizäern‘, den Anhängern des Bekenntnis von Nicäa, und Vertretern ‚origenistischer‘ Subordinations-Theologie unter Führung der sogenannten Neunizäer, bis zum Konzil von Konstantinopel 381.

### Entwicklung bis zum Konzil von Nicäa
Die Kontroverse begann wohl im Jahre 318 in Alexandria mit einer Auseinandersetzung über die Dreieinigkeit zwischen Bischof Alexander und dem Presbyter Arius. Arius warf Alexander Sabellianismus vor (Sabellianismus sieht Gott als eine Person, die sich auf dreifache Weise manifestiert) und erklärte u. a., es gab eine Zeit, da Jesus nicht war und aus dem Nichts ist er gezeugt, was er mit einigen Bibelversen belegte.
Gegen diese Lehre wehrten sich wiederum sowohl Alexander wie später der Diakon des Bischofs, Athanasius. Besonders Athanasius ging es nicht um philosophische Überlegungen, er kämpfte für die Erlösung durch Jesus Christus. Jesus, der Retter der Welt und aller Menschen, könne daher nicht selbst ein ‚Geschöpf‘, wenn auch Gottes, sein, das durch die Geschöpflichkeit womöglich selbst erlösungsbedürftig sei. Wenn Arius aus Jesus ein Geschöpf mache, raube er der Menschheit den Erlöser. Athanasius erinnerte an Johannes 1. Arius dagegen sah den Monotheismus, die ewige und ‚ungeschaffene‘ wie ‚ungezeugte‘ Einzigkeit Gottes, durch Alexanders Position gefährdet.
Es kam 319 zu einer von Alexander einberufenen lokalen Synode der Bischöfe von Libyen und Ägypten. Die von Arius vertretene Lehre, dass Jesus Christus als Sohn Gottes ‚geschaffen‘ und Gott untergeordnet, also „subordiniert“ sei, wurde einmütig als Irrlehre verurteilt und Arius aus Alexandria verbannt. Arius verbreitete jedoch seine Lehre mit Unterstützung der einflussreichen Bischöfe Eusebius von Nikomedia und Eusebius von Caesarea wohl von Palästina aus weiter, und die Kontroverse dehnte sich innerhalb kurzer Zeit auf den gesamten christlichen Osten aus.
Kaiser Konstantin der Große, der im September 324 nach jahrelangen kriegerischen Auseinandersetzungen auch die Herrschaft im östlichen Teil des Römischen Reiches übernommen hatte, appellierte im Herbst 324 durch Briefe an Bischof Alexander und Arius. Sie sollten sich in der christologischen Frage um die Beziehung zwischen Gott und Jesus Christus einigen, da die Unterschiede kaum verständlich und wenig bedeutend seien. Als Konstantin sah, dass eine gütliche Schlichtung nicht möglich war und der Streit auch in der Bevölkerung des östlichen Reichsteils wirksam wurde, so dass dieser die Einheit der Kirche im Römischen Reich gefährdete, ließ er 325 auf dem Konzil nach Nicäa bei Konstantinopel u. a. darüber verhandeln. Statt der eingeladenen rund 1800 Bischöfe aus dem ganzen Römischen Reich kamen wohl etwas mehr als 200 Bischöfe und Kleriker, weitgehend aus dem östlichen Reichsteil. Nach anscheinend lebhaften bis hitzigen Diskussionen wurde das Bekenntnis von Nicäa verabschiedet.

### Das Konzil von Nicäa
Aufgrund einer Intervention Konstantins erarbeitete das Konzil schließlich die Kompromissformel gezeugt aus dem Wesen des Vaters und gezeugt und ungeschaffen, wesenseins (griechisch ὁμοούσιος homoousios, von gleicher Substanz) mit dem Vater. Das Nicäische Glaubensbekenntnis betonte, dass der Sohn wahrer Gott, gezeugt aus dem Wesen des Vaters, aber nicht geschaffen und daher nicht Teil der Schöpfung sei. Allen Verweigerern der Kompromissformel wurde von Konstantin die Absetzung und Exilierung angedroht, falls sie nicht dem Nicäischen Credo zustimmten. Arius stimmte nicht zu und wurde verbannt.

### Die Reaktion der ‚Anti-Nicäer‘
Zwei Jahre später wurde Arius begnadigt, der Kaiser verlangte (vergeblich) seine Wiederaufnahme in die Kirche von Alexandria. Im Jahr darauf, 328, starb Bischof Alexander von Alexandria und Athanasius wurde sein Nachfolger.
Die erhoffte Einigung blieb aus. In der Bevölkerung zumindest der bedeutenden Bischofs-Städte im Osten des Römischen Reiches waren die Meinungen geteilt, die jeweiligen Anhänger vertraten ihre Position häufig mit Leidenschaft. Alexandria war die Hochburg der ‚Anti-Arianer‘, in den anderen Städten des Ostens dominierten die Vertreter des ‚origenistischen‘ Subordinationismus, die vielfach das Nicäische Bekenntnis oder die Theologie von Athanasius als verwerflich ablehnten. Die folgende Zeit war geprägt von gegenseitigen Anklagen der ‚Anti-Arianer‘ und der meist nur pauschal als ‚Arianer‘ diffamierten origenistischen Subordinations-Vertretern bzw. Gegner der ‚Anti-Arianer‘, von Verleumdungen, Absetzungen und Verbannungen. Die vermeintlich ‚arianische‘, tatsächlich aber origenistische Richtung der Subordination gewann in den Jahren nach Nizäa besonders am kaiserlichen Hof an Einfluss. Ansonsten versuchte seit den späteren 350er Jahren der neue römische Alleinherrscher, Kaiser Constantius II., teils mit Überredung, teils mit massiven Druck, ein einheitliches, von möglichst vielen Kirchenführern und ihren Gemeinden akzeptiertes Kompromiss-Bekenntnis zu schaffen.
Eine Synode von Tyros und Jerusalem, bei der sowohl Eusebius von Caesarea als auch Eusebius von Nikomedia eine führende Rolle spielten, soll Arius und seine Glaubensgenossen 335 wieder in die Kirche aufgenommen haben. Arius war allerdings wahrscheinlich zu diesem Zeitpunkt bereits gestorben, das Angebot zielte vielmehr auf seine Anhänger. Dieselbe Synode setzte Athanasius ab, der bis dahin alle Kompromiss- und Befriedungs-Versuche sowohl von Seiten Konstantins wie von Seiten weiterer Bischöfe unbeirrt abgelehnt hatte. Athanasius wurde nach Trier verbannt, wo er sich mit Konstantin II., dem Sohn Kaiser Konstantins, befreundete. Ob der heilige Antonius, wie Athanasius in seiner Vita Antonii berichtet, damals tatsächlich aus seiner Einsiedelei in Oberägypten nach Alexandria geeilt ist, um seinem Freund Athanasius beizustehen und ihn vor der Verbannung zu bewahren, muss sehr vorsichtig bewertet werden.
Im Jahr 337 starb Kaiser Konstantin, nachdem er von Eusebius von Nikomedia getauft worden war. Die Grabrede hielt Eusebius von Caesarea. Das Reich wurde unter Konstantins drei Söhne aufgeteilt: Constantius II. bekam den Osten, Konstantin II. Britannien und Gallien, Constans Italien und Illyrien. Konstantin II., der in Trier residierte, hob das Exil von Athanasius in Trier umgehend auf, und Athanasius brach nach Alexandria auf, wo er begeistert empfangen wurde. Constantius II., Kaiser des Ostteils, hatte die Rückkehr allerdings nur widerstrebend gestattet.
Eusebius von Nikomedia, Vertreter der origenistischen Subordinations-Lehre, wurde 338 Bischof von Konstantinopel, was damals dem Rang des Bischofs von Rom gleichkam. Im selben Jahr setzte ein Konzil in Antiochia erneut Athanasius zusammen mit Marcellus von Ancyra und mit Billigung von Constantius II., ab, er wurde ein zweites Mal in die Verbannung geschickt. Gregor von Alexandria wurde als Bischof von Alexandria eingesetzt (nicht identisch mit Gregor von Nazianz oder Gregor von Nyssa, die beide, wie Gregor von Alexandria, zwar ebenfalls Kappadozier, aber zu dieser Zeit noch im Schulalter waren). Im selben Jahr starb Eusebius von Caesarea.
Nach dem Tod Konstantins II. 340 wurde Constans alleiniger Herrscher des Westens. Er unterstützte die ‚Anti-Arianer‘, die Anhänger von Athanasius und des Nicäischen Bekenntnisses von 325, während sein Bruder Constantius II. auf Seiten der ‚origenistischen Mittelgruppe‘ stand, die in seinem östlichen Reichsteil kirchlich immer noch dominierte. Auch Bischof Julius I. von Rom unterstützte die nicäischen Trinitarier und nahm Athanasius auf. Athanasius entwickelte in dieser Zeit gute Beziehungen zur römischen Kurie.
Solange Konstantin der Große lebte, war das Bekenntnis von Nicäa zwar formal unantastbar gewesen, wenngleich inhaltlich nach 327 nicht mehr offensiv verteidigt und verbreitet. Nach seinem Tod entstanden in den Jahrzehnten bis zum ersten Konzil in Konstantinopel verschiedene weitere Glaubensbekenntnisse auf diversen kirchlichen Synoden, vor allem im Osten des Römischen Reiches. Zu Lebzeiten des Constans geschah das noch in moderater Form. 341 und 344 wurden in Antiochia zwei Konzile gehalten unter Dominanz der ‚origenistischen Mittelgruppe‘. Sämtliche anwesenden Bischöfe waren aus dem Osten, die meisten gegen Athanasius. Sie verfassten insgesamt vier Bekenntnisse, die eher moderat sind, das Homoousion weglassen und den extremen Arianismus verurteilen. Sie erklärten, keine Arianer zu sein, da sie als Bischöfe nicht einem Priester (Arius war sogar nur Presbyter gewesen) folgen könnten. Eusebius von Nikomedia starb 341.
Das Konzil von Serdica, das Constantius in Serdica, dem heutigen Sofia zusammenrief, um die Einheit der Kirche wiederherzustellen, wurde ein Fiasko. Die Bischöfe des Ostens weigerten sich, an gemeinsamen Sitzungen der Reichssynode teilzunehmen, solange Athanasius und Markell anwesend waren, die mit den Teilnehmern aus dem weströmischen Reichsteil angereist waren, da beide durch Synoden verurteilt und abgesetzt worden seien – Athanasius 335 durch die Synode von Tyros, Markell 336 durch die Synode von Konstantinopel. Die Bischöfe des Westens wiederum beharrten darauf, die beiden seien von einer römischen Synode 341 rehabilitiert worden. Die Bischöfe aus Constantius’ östlichen Reichsteil versammelten sich daher im kaiserlichen Palast, während die westlichen Bischöfe in die Stadtkirche eingezogen waren. Nachdem auf der Synode bald die Nachricht eingetroffen war, dass Kaiser Constantius eine Schlacht gegen ein Heer des sassanidischen Herrscher Schapur II. gewonnen hat, brachen die östlichen Bischöfe die Verhandlungen ab und verließen die Synode und Serdica, während die westlichen Bischöfe unter Leitung von Ossius von Córdoba die Reichssynode fortsetzten. Zuvor hatten sich allerdings beide Gruppierungen gegenseitig exkommuniziert.
345 starb Gregor von Alexandria, und 346 wurde Athanasius wieder als Bischof von Alexandria eingesetzt. Er wurde erneut begeistert empfangen und arbeitete in den nächsten zehn Jahren als Bischof – und weiterhin als Kämpfer für den trinitarischen Glauben.
350 wurde Constans, der Kaiser des Westens, vom Usurpator Magnentius ermordet. Dieser unterlag im nachfolgenden Krieg gegen Constantius II., und nach dem Suizid des Usurpators 353 wurde Constantius damit Alleinherrscher und plante ein neues Glaubensbekenntnis als Kompromissformel für die ganze Kirche im Römischen Reich. 355 wurde ‚Störenfried‘ Athanasius ein drittes Mal verbannt, floh allerdings in der Wüste von Oberägypten. Constantius berief Konzilien ein in Arles (353), Mailand (355) und Beziers (356), in denen er die Verurteilung des Athanasius unter Gewaltandrohung durchsetzte. Auf dem dritten Konzil von Sirmium (357) wurde ein Bekenntnis verfasst, das durchweg die Subordination Jesu Christi unter den Vater vertritt. Constantius favorisierte schließlich die Homöer (siehe Acacius von Caesarea), die sich mit den Homöusianern (siehe Basilius von Ancyra) im Mai 359 auf der 5. Synode von Sirmium verständigten, beides Strömungen in der Tradition origenistischer Theologie der ‚Mittelgruppe‘, dass der Sohn dem Vater ähnlich entsprechend der Heiligen Schrift sei. Der Kaiser entschied sich damit gegen die in den späten 350er Jahren aufkommenden „radikalen Neu-Arianer“ (siehe Aetios und Eunomius), die sogenannten Heterousianer. Doch schon bald kam es auch zwischen Homöern und Homöusianern zum Streit. Auf Synoden in Ariminum und Seleukia in Isaurien sowie Konstantinopel (359), abschließend 360 in Konstantinopel wurde Jesus Christus schließlich allgemein verbindlich ohne weitere strittige Details als dem Vater ähnlich (»homoiousios«; mit zusätzlichem Iota) wie nach den heiligen Schriften bezeichnet.

### Entwicklung neuer Trinitätsformeln
Im November 361 starb Constantius; auf dem Totenbett ernannte er seinen Vetter Julian (Kaiser der westl. Provinzen) zum Nachfolger und damit Alleinherrscher im Römischen Reich. Julian war als Nichtchrist weder Arianer noch Trinitarier, sondern wollte die alte römische Religion wieder einführen. In Alexandria gab es einen Aufstand, der ‚origenistische‘ Bischof Georg von Kappadokien wurde dort im Dezember 361 von einem Mob gelyncht und Athanasius 362 von seinen eigenen Leuten zurückgerufen.
Nach Julians gewaltsamem Tod 363 (Perserfeldzug) kam – nach kurzem Zwischenspiel des trinitarischen Kaisers Jovian – im Osten Kaiser Valens an die Macht, der erneut versuchte, das ‚hömöische‘ Glaubensbekenntnis von 359/360 als verbindlich durchzusetzen, im Westen wiederum der in der Frage des Glaubensbekenntnis weitgehend tolerante Kaiser Valentinian I.
Zu einer Wende kam es erst in den 370er Jahren, nachdem schon Athanasius in Alexandria nach seiner Rückkehr einen weitaus kompromissbereiteren Weg in den strittigen Fragen eingeschlagen hatte. Basilius von Caesarea wurde 370 Bischof von Caesarea und vor allem er, neben seinem Bruder Gregor von Nyssa und seinem Freund Gregor von Nazianz, den drei ‚kappadokischen Kirchenvätern‘, setzte trotz Druck von Seiten Kaiser Valens seine Kraft für die Entwicklung eines neuen Glaubensbekenntnis ein, das das strittige Problem der Hypostasen und die damit verbundene Subordination in der Trinitätslehre zwischen ‚Anti-Arianern‘ bzw. ‚Anti-Origenisten‘ (eine Hypostase und ein Wesen) und den ‚Anti-Nicäern‘ (drei Hypostasen, drei Wesen) lösen sollte. Er bemühte sich, auch Papst Damasus zu einem aktiven Einsatz zu bewegen, erreichte jedoch nicht viel, denn nach dem Tod von Athanasius war zwischen Rom und dem Osten eine Entfremdung eingetreten (nicht jedoch zwischen Mailand und dem Osten). In Kleinasien setzte sich unter dem Einfluss von Basilius die ‚neunizänische Theologie‘, wie sie genannt wird, allmählich durch. Die Hauptstadt Konstantinopel blieb hingegen immer noch origenistisch oder vielmehr ‚homöisch‘ geprägt.
374 wurde Ambrosius Bischof von Mailand und arbeitete nicht nur theologisch, sondern auch mit politischem Einfluss für ein ‚anti-arianisches‘ bzw. ‚anti-origenistisches‘ Trinitäts-Verständnis. Der Tod Valentinians, dem sein vierjähriger Sohn auf den Thron folgte (unter Vormundschaft seiner arianischen Mutter) konnte daran nichts ändern.
Basilius starb 379, im selben Jahr wechselte sein Freund Gregor von Nazianz nach Konstantinopel, wo seit Januar 379 Theodosius I. als Kaiser über den Osten des Römischen Reiches herrschte und die nizänische bzw. neunizänische Minderheit sich des Kaisers Gunst erfreuen konnten. Gregor begann unter der nizänischen Minderheit in der Anastasia, einem Privathaus, zu predigen. Im November 380 wurde der ‚homöische‘ Bischof in Konstantinopel von Theodosius ausgewiesen, auf dem Konzil von Konstantinopel 381 wird die Tätigkeit Gregors als Amtstätigkeit eines Bischofs und damit Gregor als Bischof von Konstantinopel anerkannt.

### Das Konzil von Konstantinopel
Theodosius berief 381 das Erste Konzil von Konstantinopel ein, wo unter der Führung Gregors von Nazianz und Gregors von Nyssa, des Bruders Basilius’ von Caesarea, eine Neufassung des nicänischen Glaubensbekenntnis, das Nicäno-Konstantinopolitanum, erarbeitet wurde, das von Theodosius anschließend die Alleingültigkeit erhielt.
Damit war der Streit um das ‚richtige‘ Glaubensbekenntnis, die richtige Trinitätslehre der römischen Kirche zumindest offiziell beendet. Während die Spielarten der origenistischen Subordinations-Theologie unter den germanischen Völkern wie den Goten und Vandalen, die vor allem während der Vorherrschaft des ,homöischen‘ Glaubensbekenntnisses unter den (oströmischen) Kaisern Constantius II. und Valens christianisiert wurden, noch viele Jahrzehnte fortbestand, wurde das Große Glaubensbekenntnis von Konstantinopel in der orthodoxen und in der katholischen Kirche nie wieder in Frage gestellt. Mit dem Übertritt des fränkischen Königs Chlodwig I. zum römisch-katholischen Glauben begann der Siegeszug des nicäischen bzw. neunizäischen Trinitarismus auch in der germanischen Welt.